# Кюснахт (Цюрих)
Кюснахт (нім. Küsnacht) — місто  в Швейцарії в кантоні Цюрих, округ Майлен.

## Географія
Місто розташоване на відстані близько 100 км на північний схід від Берна, 7 км на південний схід від Цюриха.
Кюснахт має площу 12,4 км², з яких на 33,9% дозволяється будівництво (житлове та будівництво доріг), 34,1% використовуються в сільськогосподарських цілях, 31,2% зайнято лісами, 0,8% не є продуктивними (річки, льодовики або гори).

## Демографія
2019 року в місті мешкало 14 564 особи (+7,9% порівняно з 2010 роком), іноземців було 26,5%. Густота населення становила 1178 осіб/км².
За віковим діапазоном населення розподілялося таким чином: 20,7% — особи молодші 20 років, 56,4% — особи у віці 20—64 років, 22,9% — особи у віці 65 років та старші. Було 6488 помешкань (у середньому 2,2 особи в помешканні).
Із загальної кількості 6401 працюючого 77 було зайнятих в первинному секторі, 820 — в обробній промисловості, 5504 — в галузі послуг.